# 小城羊羹
1. 森永惣吉の写真
2. 村岡安吉の写真の画像提供をお願いします。（2017年8月）

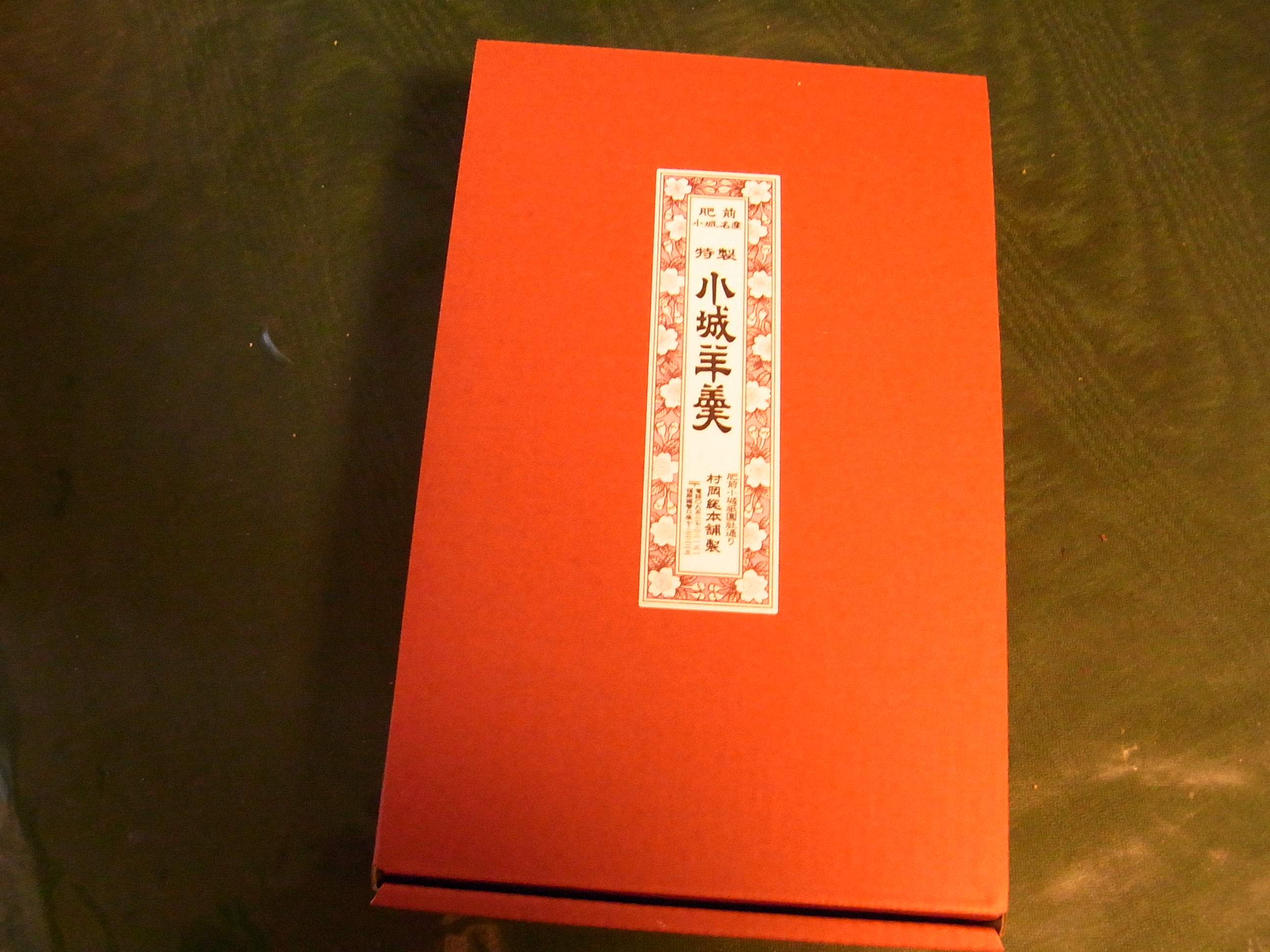
箱入り

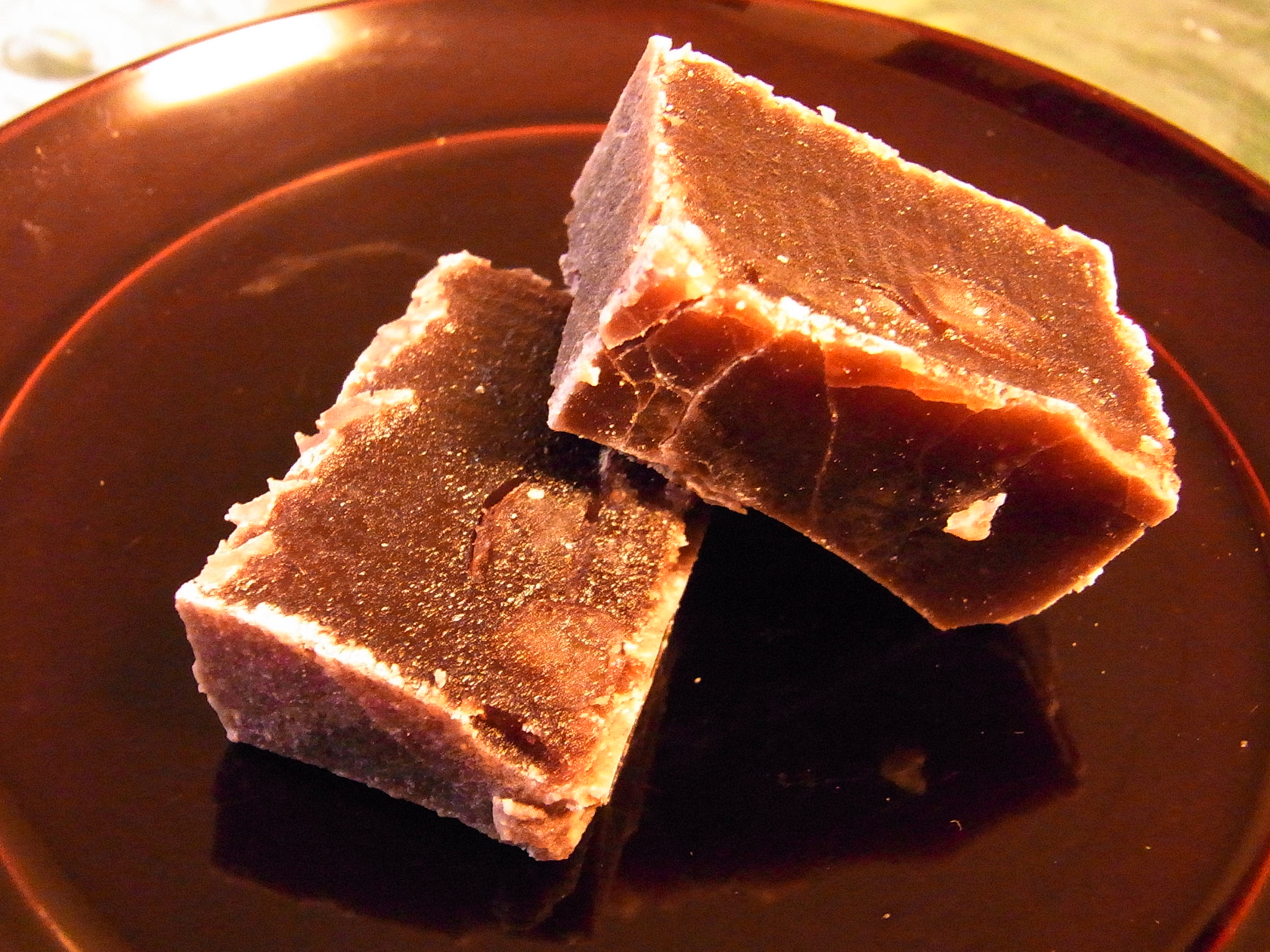
切り羊羹

小城羊羹（おぎようかん）とは、佐賀県小城市の小城羊羹協同組合に所属する羊羹店で製造・販売される羊羹。地域団体商標に登録されており、商標所持者は小城羊羹協同組合。なお同組合には25社が加盟し、うち19社が小城市内（旧三日月町を含む）に所在するが、小城市外の業者も所属している。そのため、小城市外で製造される小城羊羹も存在する。
2020年に「砂糖文化を広めた長崎街道～シュガーロード～」の構成文化財として日本遺産に認定された。

## 小城羊羹の歴史

### 背景
小城市のある佐賀県は長崎から小倉を結ぶ長崎街道が通っているが、この長崎街道を通じて鎖国時代の日本に入ったものに砂糖がある。江戸時代の18世紀～19世紀に国産の砂糖が普及した後も佐賀は砂糖文化の中心地で、天保年間（1830年～1843年）の徳川将軍家への砂糖献上は4割を佐賀が占めていた。このことから佐賀では砂糖を使った南蛮菓子が多くあり、嬉野市塩田町の「逸口香」や佐賀市の「丸ぼうろ」など江戸時代から残るものも多い。
そのため小城一帯では砂糖や製菓技術を入手しやすかった。また、名水百選にも選ばれる清水川の清涼な水があり、小豆の一大産地だった佐賀市富士町も近くにあることで主原料である「砂糖」「水」「小豆」が調達しやすかった。これに城下町で茶道の文化が発達していたことからお茶請けとして羊羹が受け入れられる下地があったことが小城で羊羹作りが盛んになった理由とされている。

### 森永惣吉と村岡安吉
小城市での羊羹製造は諸説あるが、1872年（明治5年）ごろに小城市内で会席業を営んでいた森永惣吉（1845年～1910年）が大阪虎屋の手代から手ほどきを受けた小豆の煮方をヒントに、試行錯誤を重ねて羊羹製造に至ったのが最初とする説があり、小城市役所や羊羹資料館などではこの説を取って紹介している。
惣吉は従来の紅い羊羹を「桜羊羹」の名称で製造・販売するのに加え、1898年（明治31年）に白羊羹を、翌年には茶羊羹を新たに考案した。また、1894年～1895年の日清戦争では軍隊の酒保で扱う甘味品としても採用された。この時遠く大陸の前線まで送られても、他の商品の様に品質の劣化がなかったことで小城の羊羹の名声が更に高まり需要も増加。小城町内に4、5軒だった羊羹業者も徐々に増加し、1914年（大正3年）には製造戸数29戸、生産量27万斤（約162トン）、生産額51,000円を数え、同年8月に「小城羊羹製造同業組合」が結成されている。
惣吉が小城の羊羹の創業者とすれば中興の祖と呼ばれるのが村岡安吉（1884年～1962年）である。農産物問屋を営んでいた安吉は1899年（明治32年）に羊羹づくりに参入。安吉は機械化をいち早く行い生産力の増大を果たすと共に、そのころ整備され始めた鉄道に着目し、駅売りの権利を得て売り上げを大いに伸ばしたほか、佐世保の海軍工廠と久留米の陸軍18師団という陸海の九州における一大拠点の中間点という地の利を生かして軍への納入にも力を入れ更なる販路の拡大を果たした。また、販路の拡大により他の産地との差別化が必要と考え「小城羊羹」の名称を考案してもいる。なお、軍への供給はその後も続き、第2次世界大戦期には海軍御用達として「海の誉」ブランドで羊羹を製造している。戦争の後半になると戦局の悪化に伴い砂糖など物資が不足し羊羹製造社の多くが店を閉じたが、虎屋（陸軍用の「陸の誉」および海軍用の「海の勲」を製造していた）と共に軍需品として特別待遇をうけ、戦時中を通じて羊羹の製造を続けている。

### 商標をめぐる2度の裁判
小城においての羊羹づくりは2度に渡り商標をめぐる裁判を行っている。1度目は1919年（大正8年）の「桜羊羹商標登録無効審判事件」で、これは1875年（明治8年）以降森永惣吉が桜羊羹の名で羊羹を製造販売していたことに対し県外の同業者が「桜羊羹の名入り羊羹ラベル」を商標登録したもので、登録無効を訴えたが「ラベルデザイン」としての登録が認められ敗訴した。
2回目は、翌1920年（大正9年）に久留米の羊羹業者により「小城羊羹」が商標登録されたことに対し無効を訴えたもので、この時は「明治27年～明治28年頃から殆どの業者が小城羊羹の商標を使用し今日に至っており、広く慣用されてきた「小城羊羹」を、近年になって域外業者が商標登録するのは違法であり無効である」などといった主張が全面的に認められ勝訴した。ともに大正のころから小城羊羹に高いブランド価値があったことを示すものとされている。なお戦後の1952年（昭和27年）に改めて「小城羊羹協同組合」が結成され、1954年（昭和29年）2月には「小城羊羹」が団体商標として特許庁に登録されている。

## 特徴
全国的に見れば銀色のラミネート紙に羊羹を流し込むものが賞味期限が長く確保でき、かつ手間もかからないため主流となっているのに対し、小城では煉り上げた生地を木箱に移して固め、一本ずつ寸法に合わせて包丁で切り分ける「切り羊羹」（「断ち羊羹」や「昔ようかん」などとも呼称される）という伝統製法が多く残るところが特徴となっている。この製法で作った羊羹は乾燥した表面に砂糖の結晶が出来るためシャリシャリとした歯ごたえが在りながら内部はしっとりとした口当たりが楽しめる。

### 逸話
- 戦前の満州では特に小城羊羹の名声高く、ラストエンペラー溥儀の弟、愛新覚羅溥傑が小城羊羹を求めて村岡総本舗に来店したこともある。この時書家としても著名な溥傑は揮毫を残している[12]。
- 松本清張は羊羹好きで全国銘産菓子工業協同組合の季刊誌「あじわい」に「小城羊羹」と題した随筆を掲載したことがある[13]。

## 現状
現在の羊羹の需要は、自家需要において高年齢層が多いが、贈答品需要が中心となっている。また、市場全体的には長期低落傾向にある。また「棹（さお）」と呼ばれる長方形のようかんの消費量が低迷する一方、小売り主体の一口サイズの販売は伸びている。業界では村岡総本舗が2015年に厳選された原料と伝統製法を用いて作り上げた地域ブランド食品を認定する「本場の本物」に認定されるなど伝統を守り続けるだけでなく、「羊羹のおいしさ講座」の開催やパッケージデザインの近代化、塩、ユズ、ゴマ、イチゴ、梅酒、ワインなど「変わり（種）ようかん」の開発などのほか、消費が低迷する中、もう一度各店舗の商品の良さを見つめ直すことを目的に小城羊羹を製造する全店舗の商品が一堂に会し、試食できる「日本一!　ようかん祭り」を2016年に開催するなど消費拡大への動きを続けている。

### 製造企業と所在地
2017年現在、小城羊羹協同組合には25社が加盟し、内小城市内が19社（旧小城町16社、旧三日月町3社）、唐津市3社（旧唐津市2社、旧相知町1社）、佐賀市・鹿島市・白石町各1社となっている。

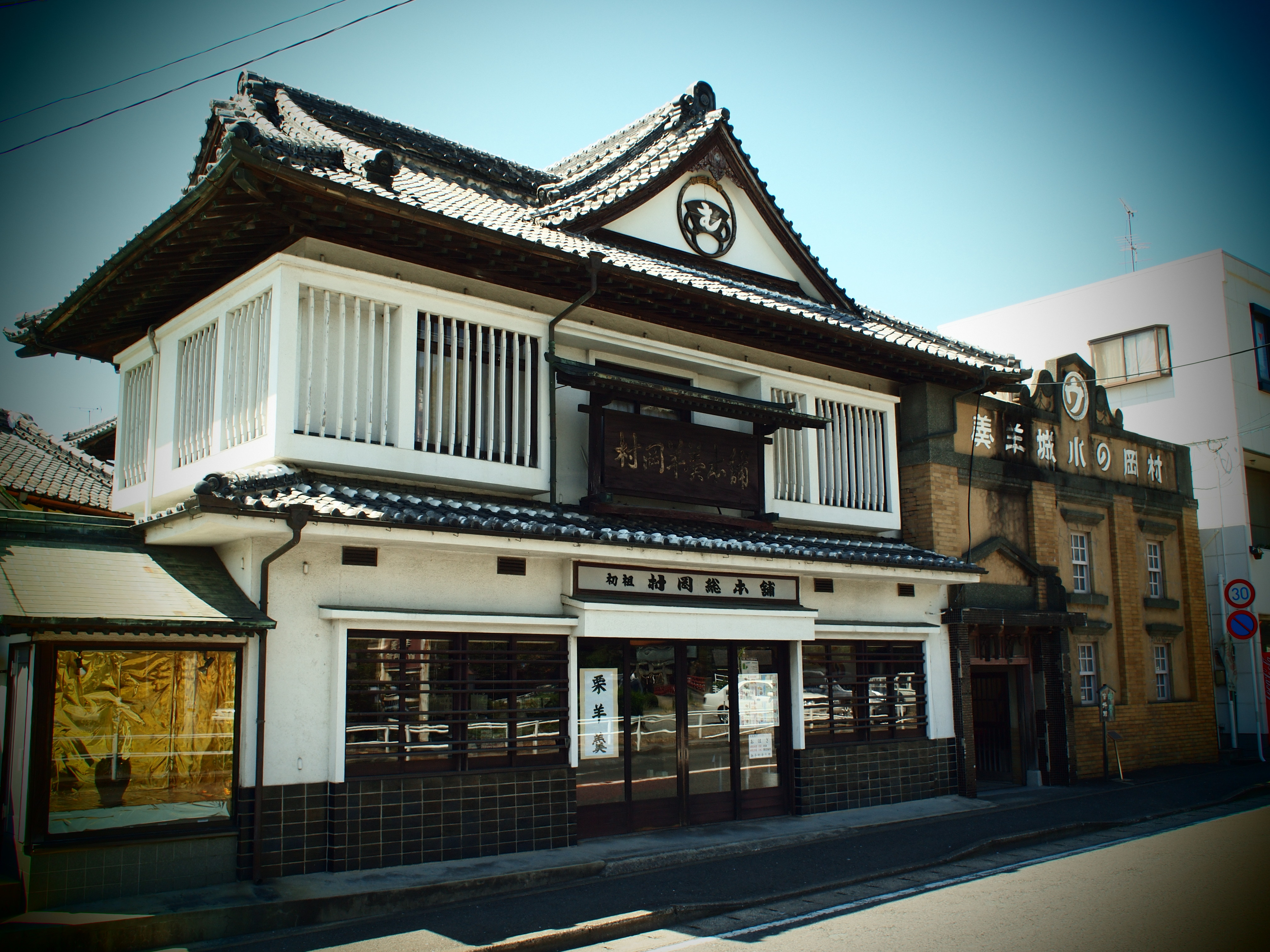
村岡総本舗
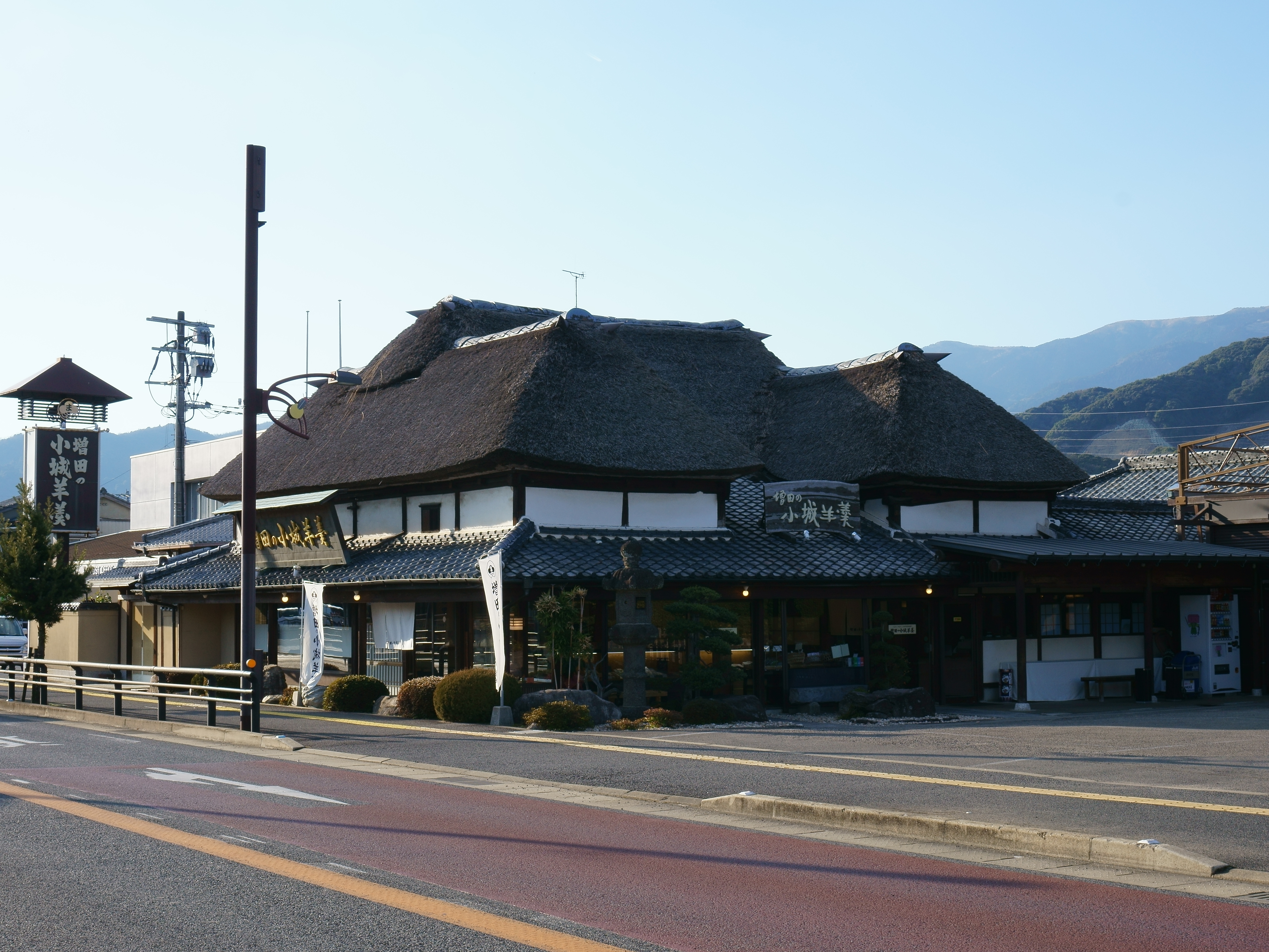
増田羊羹本舗
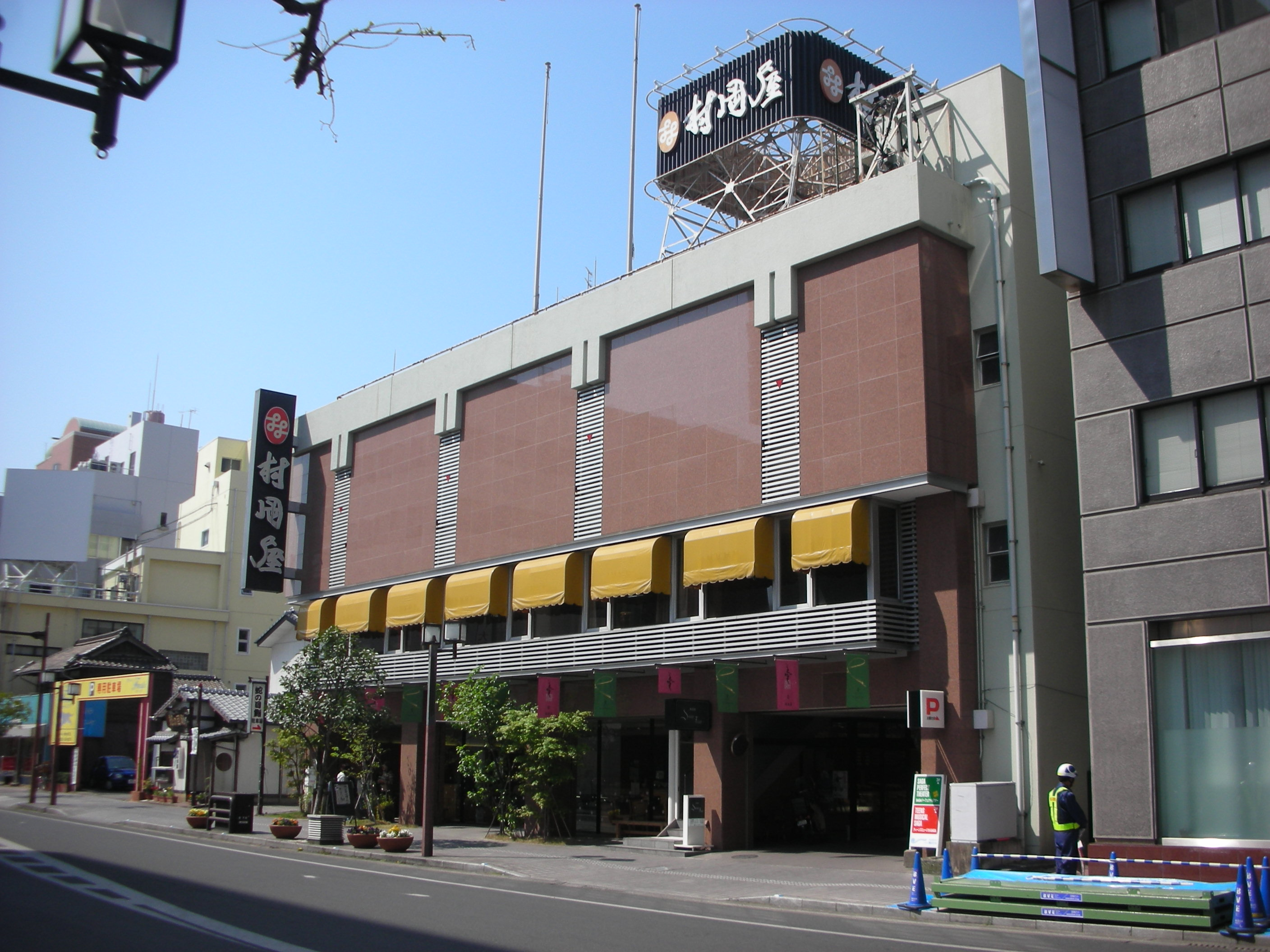
村岡屋
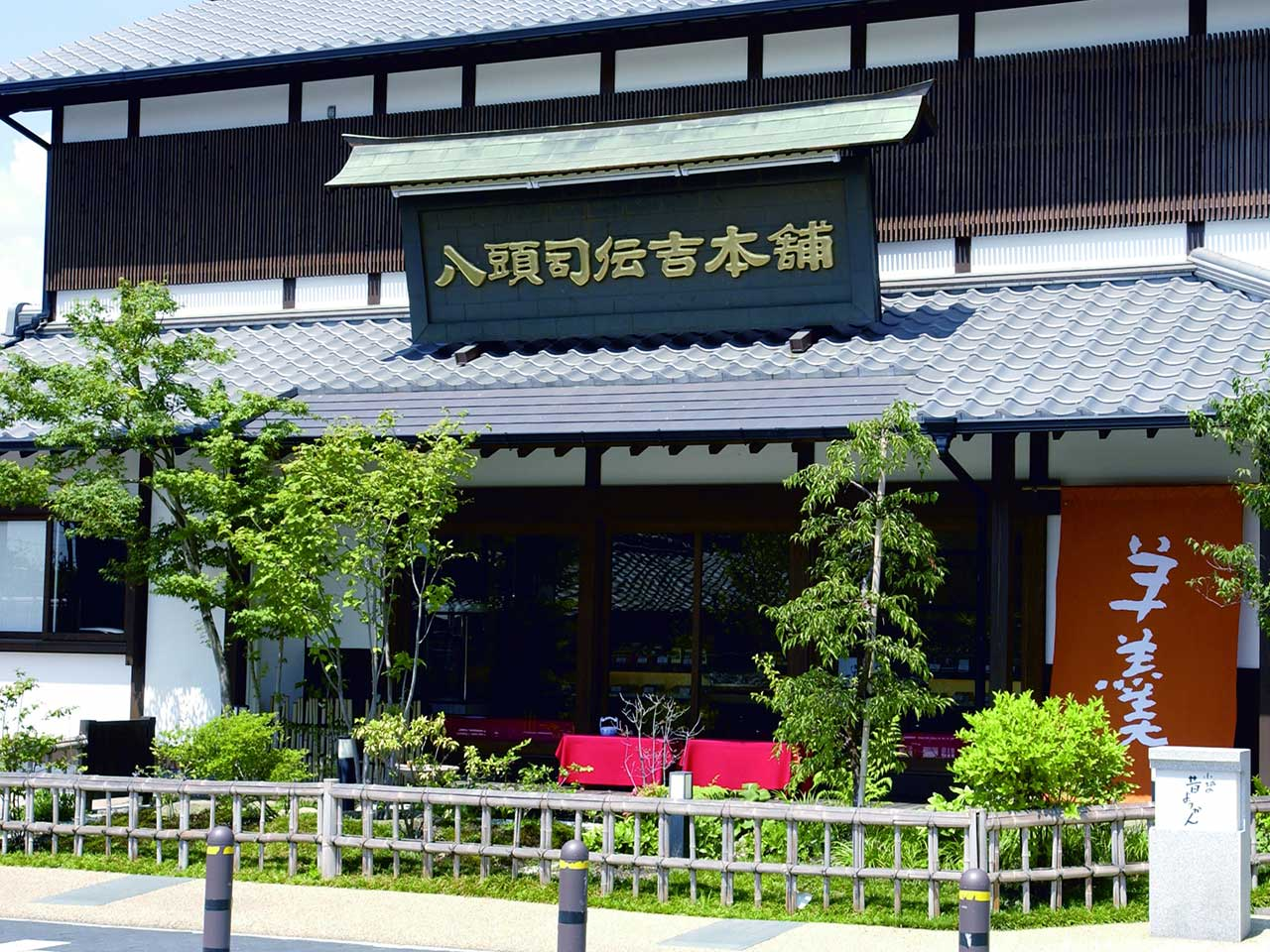
八頭司伝吉本舗

## 文化財

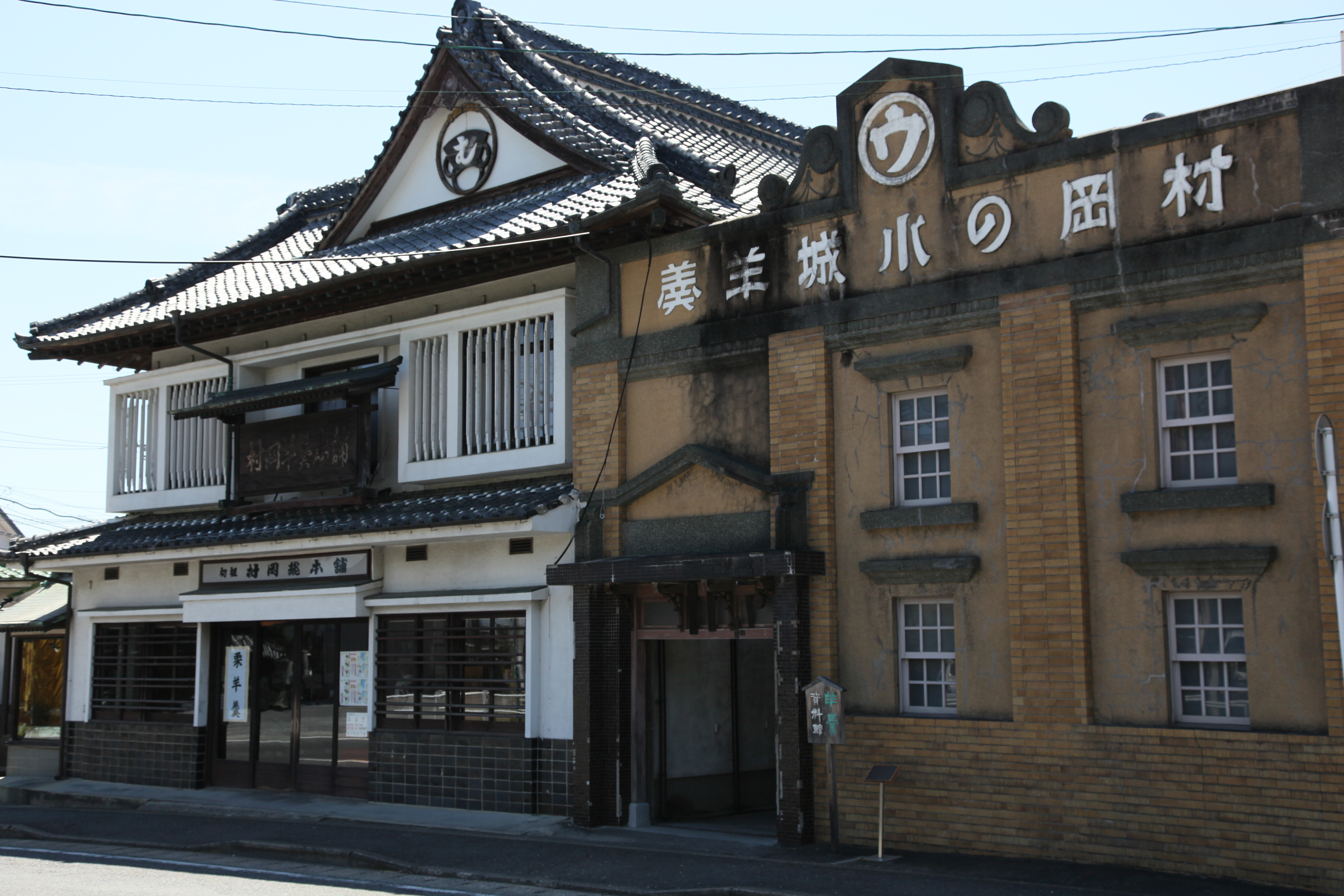
村岡総本舗羊羹資料館

- 村岡総本舗羊羹資料館 - 国の登録有形文化財
  - 1941年（昭和16年）に砂糖貯蔵庫として建てられた。躯体は木造で、寄棟の屋根、和小屋の小屋組とも完全な和風建築だが、ファサードは煉瓦とタイルによる洋風の意匠となっている。
- 齊藤商店店舗兼主屋 - 国の登録有形文化財[17]
  - 1927年（昭和2年）建造。羊羹の原料となる砂糖の卸売店舗。木造二階建てで三角形の骨組み（トラス組）による大きな屋根が特徴。ガラスを多用し内部に吹き抜けを備えるなど当時としては洋風の建物となっている。